# Antônio Ferreira de Macedo
Antônio Ferreira de Macedo CSsR (* 30. Oktober 1902 in Graminha, Minas Gerais, Brasilien; † 28. Februar 1989 in Aparecida, Bundesstaat São Paulo) war ein brasilianischer Ordensgeistlicher und römisch-katholischer Koadjutorerzbischof von Aparecida.

## Leben
Antônio Ferreira de Macedo trat der Ordensgemeinschaft der Redemptoristen bei und legte am 11. Mai 1923 die Profess ab. Von 1923 bis 1928 studierte er Philosophie und Katholische Theologie in Deutschland. Ferreira de Macedo empfing am 20. Juli 1928 durch den Erzbischof von München und Freising, Michael Kardinal von Faulhaber, das Sakrament der Priesterweihe. Von 1931 bis 1942 war Antônio Ferreira de Macedo als Leiter der Niederlassungen seines Ordens in São Paulo, Cachoeira do Sul und Penha tätig. 1948 wurde er Provinzial.
Am 20. April 1955 ernannte ihn Papst Pius XII. zum Titularbischof von Attuda und zum Weihbischof in São Paulo. Der Apostolische Nuntius in Brasilien, Erzbischof Armando Lombardi, spendete ihm am 26. Juni desselben Jahres die Bischofsweihe; Mitkonsekratoren waren der Bischof von Sorocaba, José Carlos de Aguirre, und der Bischof von Barra, João Batista Muniz CSsR.
Am 22. Juni 1964 bestellte ihn Papst Paul VI. zum Titularerzbischof von Gangra und zum Koadjutorerzbischof von Aparecida. Paul VI. nahm am 1. Dezember 1977 das von Antônio Ferreira de Macedo aus Altersgründen vorgebrachte Rücktrittsgesuch an.
Antônio Ferreira de Macedo nahm an der zweiten, dritten und vierten Sitzungsperiode des Zweiten Vatikanischen Konzils teil.